# News from Nowhere (Air Supply)
News from Nowhere è il tredicesimo album in studio del gruppo rock australiano Air Supply, pubblicato nel 1995.

## Tracce
1. Someone (Guy Allison, Graham Russell) - 5:12
2. Just Between the Lines (Russell, Rex Goh) - 4:03
3. Heart of the Rose (Russell) - 5:36
4. Unchained Melody (Alex North, Hy Zaret) - 3:43
5. Feel for Your Love (Russell, Billy Sherwood, Marty Walsh) - 5:21
6. News from Nowhere (Russell) - 6:10
7. Always (Allison, Russell, Michael Sherwood) - 4:12
8. Can't Stop the Rain (Allison, Russell) - 4:17
9. Primitive Man (Allison, Russell) - 5:04
10. Spirit of Love (Russell, Benny Andersson, Björn Ulvaeus, B. Sherwood) - 4:30
11. The Way I Feel (Allison, Russell) - 4:39
12. I Know You Better Than You Think (Russell, Johann Sebastian Bach) - 4:02